# The 100/Episodenliste
Diese Episodenliste enthält alle Episoden der US-amerikanischen Science-Fiction-Serie The 100, sortiert nach der US-amerikanischen Erstausstrahlung. Die Fernsehserie umfasst sieben Staffeln mit 100 Episoden.

## Übersicht
| Staffel | Episodenanzahl | Erstausstrahlung USA | Erstausstrahlung USA | Deutschsprachige Erstausstrahlung | Deutschsprachige Erstausstrahlung |
| Staffel | Episodenanzahl | Staffelpremiere      | Staffelfinale        | Staffelpremiere                   | Staffelfinale                     |
| ------- | -------------- | -------------------- | -------------------- | --------------------------------- | --------------------------------- |
| 1       | 13             | 19. März 2014        | 11. Juni 2014        | 22. Juli 2015                     | 26. August 2015                   |
| 2       | 16             | 22. Oktober 2014     | 11. März 2015        | 7. Oktober 2015                   | 18. November 2015                 |
| 3       | 16             | 21. Januar 2016      | 19. Mai 2016         | 27. Juli 2016                     | 14. September 2016                |
| 4       | 13             | 1. Februar 2017      | 24. Mai 2017         | 30. November 2017                 | 21. Dezember 2017                 |
| 5       | 13             | 24. April 2018       | 7. August 2018       | 3. Januar 2019                    | 7. Februar 2019                   |
| 6       | 13             | 30. April 2019       | 6. August 2019       | 16. Januar 2020                   | 20. Februar 2020                  |
| 7       | 16             | 20. Mai 2020         | 30. September 2020   | 7. Januar 2021                    | 4. Februar 2021                   |

## Staffel 1
Die Erstausstrahlung der ersten Staffel war vom 19. März bis zum 11. Juni 2014 auf dem US-amerikanischen Sender The CW zu sehen. Die deutschsprachige Erstausstrahlung sendete der deutsche Free-TV-Sender ProSieben vom 22. Juli bis zum 26. August 2015.
| Nr. (ges.) | Nr. (St.) | Deutscher Titel              | Originaltitel            | Erstausstrahlung USA | Deutschsprachige Erstausstrahlung (D) | Regie          | Drehbuch                                                      | Zuschauer (USA) | Zuschauer (D) |
| ---------- | --------- | ---------------------------- | ------------------------ | -------------------- | ------------------------------------- | -------------- | ------------------------------------------------------------- | --------------- | ------------- |
| 1          | 1         | Die Landung                  | Pilot                    | 19. März 2014        | 22. Juli 2015                         | Bharat Nalluri | Jason Rothenberg                                              | 2,734 Mio.      | 3,06 Mio.     |
| 2          | 2         | Wir sind nicht allein        | Earth Skills             | 26. März 2014        | 22. Juli 2015                         | Dean White     | Jason Rothenberg                                              | 2,275 Mio.      | 3,06 Mio.     |
| 3          | 3         | Wozu hat man Freunde         | Earth Kills              | 2. Apr. 2014         | 22. Juli 2015                         | Dean White     | Elizabeth Craft & Sarah Fain                                  | 1,900 Mio.      | 3,06 Mio.     |
| 4          | 4         | Murphys Gesetz               | Murphy’s Law             | 9. Apr. 2014         | 29. Juli 2015                         | P. J. Pesce    | T. J. Brady & Rasheed Newson                                  | 1,689 Mio.      | 2,54 Mio.     |
| 5          | 5         | Ein Licht am Horizont        | Twilight’s Last Gleaming | 16. Apr. 2014        | 29. Juli 2015                         | Milan Cheylov  | Bruce Miller                                                  | 1,801 Mio.      | 2,54 Mio.     |
| 6          | 6         | Ein Sturm zieht auf          | His Sister’s Keeper      | 23. Apr. 2014        | 5. Aug. 2015                          | Wayne Rose     | Tracy Bellomo & Dorothy Fortenberry                           | 1,968 Mio.      | 2,02 Mio.     |
| 7          | 7         | Der Druck steigt             | Contents Under Pressure  | 30. Apr. 2014        | 5. Aug. 2015                          | John Showalter | Akela Cooper & Kira Snyder                                    | 1,884 Mio.      | 2,02 Mio.     |
| 8          | 8         | Konfrontationen              | Day Trip                 | 7. Mai 2014          | 12. Aug. 2015                         | Matt Barber    | Handlung: Andrei Haq Schauspiel: Elizabeth Craft & Sarah Fain | 1,642 Mio.      | 2,01 Mio.     |
| 9          | 9         | Der Anschlag                 | Unity Day                | 14. Mai 2014         | 12. Aug. 2015                         | John Behring   | Kim Shumway & Kira Snyder                                     | 1,729 Mio.      | 2,01 Mio.     |
| 10         | 10        | Nun bin ich der Tod geworden | I Am Become Death        | 21. Mai 2014         | 19. Aug. 2015                         | Omar Madha     | T. J. Brady & Rasheed Newson                                  | 1,460 Mio.      | 2,08 Mio.     |
| 11         | 11        | Funkstille                   | The Calm                 | 28. Mai 2014         | 19. Aug. 2015                         | Mairzee Almas  | Bruce Miller                                                  | 1,706 Mio.      | 2,08 Mio.     |
| 12         | 12        | Aufbruch                     | We Are Grounders (1)     | 4. Juni 2014         | 26. Aug. 2015                         | Dean White     | Tracy Bellmo & Akela Cooper                                   | 1,583 Mio.      | 1,98 Mio.     |
| 13         | 13        | Der Feind meines Feindes     | We Are Grounders (2)     | 11. Juni 2014        | 26. Aug. 2015                         | Dean White     | Jason Rothenberg                                              | 1,677 Mio.      | 1,98 Mio.     |

## Staffel 2
Die Erstausstrahlung der zweiten Staffel war vom 22. Oktober 2014 bis zum 11. März 2015 auf dem US-amerikanischen Sender The CW zu sehen. Die deutschsprachige Erstausstrahlung sendete der deutsche Free-TV-Sender ProSieben vom 7. Oktober bis zum 18. November 2015.
| Nr. (ges.) | Nr. (St.) | Deutscher Titel         | Originaltitel             | Erstausstrahlung USA | Deutschsprachige Erstausstrahlung (D) | Regie             | Drehbuch                       | Zuschauer (USA) | Zuschauer (D) |
| ---------- | --------- | ----------------------- | ------------------------- | -------------------- | ------------------------------------- | ----------------- | ------------------------------ | --------------- | ------------- |
| 14         | 1         | Die 48                  | The 48                    | 22. Okt. 2014        | 7. Okt. 2015                          | Dean White        | Jason Rothenberg               | 1,539 Mio.      | 1,85 Mio.     |
| 15         | 2         | Unruhe im Berg          | Inclement Weather         | 29. Okt. 2014        | 7. Okt. 2015                          | John Showalter    | Michael Angeli                 | 1,480 Mio.      | 1,85 Mio.     |
| 16         | 3         | Bluternte               | Reapercussions            | 5. Nov. 2014         | 7. Okt. 2015                          | Dean White        | Aaron Ginsburg & Wade McIntyre | 1,678 Mio.      | 1,85 Mio.     |
| 17         | 4         | Neue Freunde            | Many Happy Returns        | 12. Nov. 2014        | 14. Okt. 2015                         | P. J. Pesce       | Kim Shumway                    | 1.750 Mio.      | 1,89 Mio.     |
| 18         | 5         | Menschenversuche        | Human Trials              | 19. Nov. 2014        | 14. Okt. 2015                         | Ed Fraiman        | Charlie Craig                  | 1,640 Mio.      | 1,89 Mio.     |
| 19         | 6         | Ein Krieg zieht auf     | Fog of War                | 3. Dez. 2014         | 21. Okt. 2015                         | Steven DePaul     | Kira Snyder                    | 1,859 Mio.      | 1,64 Mio.     |
| 20         | 7         | Der Weg in die Freiheit | Long Into an Abyss        | 10. Dez. 2014        | 21. Okt. 2015                         | Antonio Negret    | James Thorpe                   | 1,618 Mio.      | 1,64 Mio.     |
| 21         | 8         | Spacewalker             | Spacewalker               | 17. Dez. 2014        | 28. Okt. 2015                         | John F. Showalter | Bruce Miller                   | 1,395 Mio.      | 1,45 Mio.     |
| 22         | 9         | Abschied                | Remember Me               | 21. Jan. 2015        | 28. Okt. 2015                         | Omar Madha        | Dorothy Fortenberry            | 1,484 Mio.      | 1,45 Mio.     |
| 23         | 10        | Monster                 | Survival of the Fittest   | 28. Jan. 2015        | 4. Nov. 2015                          | Dean White        | Akela Cooper                   | 1,529 Mio.      | 1,55 Mio.     |
| 24         | 11        | Machtkampf              | Coup de Grace             | 4. Feb. 2015         | 4. Nov. 2015                          | P.J. Pesce        | Charlie Craig                  | 1,514 Mio.      | 1,55 Mio.     |
| 25         | 12        | Schwer wiegt die Krone  | Rubicon                   | 11. Feb. 2015        | 11. Nov. 2015                         | Mairzee Almas     | Aaron Ginsburg & Wade McIntyre | 1,361 Mio.      | 1,57 Mio.     |
| 26         | 13        | Der Weg zum Sieg        | Resurrection              | 18. Feb. 2015        | 11. Nov. 2015                         | Dean White        | Bruce Miller                   | 1,420 Mio.      | 1,57 Mio.     |
| 27         | 14        | Vertrauen               | Bodyguard of Lies         | 25. Feb. 2015        | 18. Nov. 2015                         | Uta Briesewitz    | Kim Shumway                    | 1,545 Mio.      | 1,49 Mio.     |
| 28         | 15        | Verrat                  | Blood Must Have Blood (1) | 4. März 2015         | 18. Nov. 2015                         | Omar Madha        | Aaron Ginsburg & Wade McIntyre | 1,494 Mio.      | 1,49 Mio.     |
| 29         | 16        | Das gelobte Land        | Blood Must Have Blood (2) | 11. März 2015        | 18. Nov. 2015                         | Dean White        | Jason Rothenberg               | 1,341 Mio.      | 1,33 Mio.     |

## Staffel 3
Die Erstausstrahlung der dritten Staffel ist seit dem 21. Januar 2016 auf dem US-amerikanischen Sender The CW zu sehen. Die deutschsprachige Erstausstrahlung sendete der deutsche Free-TV-Sender ProSieben vom 27. Juli bis zum 14. September 2016.
| Nr. (ges.) | Nr. (St.) | Deutscher Titel           | Originaltitel              | Erstausstrahlung USA | Deutschsprachige Erstausstrahlung (D) | Regie          | Drehbuch                                   | Zuschauer (USA) | Zuschauer (D) |
| ---------- | --------- | ------------------------- | -------------------------- | -------------------- | ------------------------------------- | -------------- | ------------------------------------------ | --------------- | ------------- |
| 30         | 1         | Wanheda (1)               | Wanheda (1)                | 21. Jan. 2016        | 27. Juli 2016                         | Dean White     | Jason Rothenberg                           | 1,881 Mio.      | 0,98 Mio.     |
| 31         | 2         | Wanheda (2)               | Wanheda (2)                | 28. Jan. 2016        | 27. Juli 2016                         | Mairzee Almas  | Aaron Ginsburg & Wade McIntyre             | 1,631 Mio.      | 0,98 Mio.     |
| 32         | 3         | Der 13. Clan              | Ye Who Enter Here          | 4. Feb. 2016         | 3. Aug. 2016                          | Antonio Negret | Kim Shumway                                | 1,567 Mio.      | 0,81 Mio.     |
| 33         | 4         | Kampf um den Thron        | Watch the Thrones          | 11. Feb. 2016        | 3. Aug. 2016                          | Ed Fraiman     | Dorothy Fortenberry                        | 1,322 Mio.      | 0,67 Mio.     |
| 34         | 5         | Blutgetränktes Land       | Hakeldama                  | 18. Feb. 2016        | 10. Aug. 2016                         | Tim Scanlan    | Charlie Craig                              | 1,356 Mio.      | 0,87 Mio.     |
| 35         | 6         | Vergifteter Boden         | Bitter Harvest             | 25. Feb. 2016        | 10. Aug. 2016                         | Dean White     | Kira Snyder                                | 1,407 Mio.      | 0,87 Mio.     |
| 36         | 7         | Dreizehn                  | Thirteen                   | 3. März 2016         | 17. Aug. 2016                         | Dean White     | Javier Grillo-Marxuach                     | 1,390 Mio.      | 0,65 Mio.     |
| 37         | 8         | Alte Gesetze, neue Regeln | Terms and Conditions       | 10. März 2016        | 17. Aug. 2016                         | John Showalter | Charlie Craig                              | 1,204 Mio.      | 0,59 Mio.     |
| 38         | 9         | Die gestohlene Flamme     | Stealing Fire              | 31. März 2016        | 24. Aug. 2016                         | Uta Briesewitz | Heidi Cole McAdams                         | 1,231 Mio.      | 0,70 Mio.     |
| 39         | 10        | Der Fall Arkadias         | Fallen                     | 7. Apr. 2016         | 24. Aug. 2016                         | Matt Barber    | Charmaine DeGrate & Javier Grillo-Marxuach | 1,125 Mio.      | 0,54 Mio.     |
| 40         | 11        | Nimmermehr                | Nevermore                  | 14. Apr. 2016        | 31. Aug. 2016                         | Ed Fraiman     | Kim Shumway                                | 1,083 Mio.      | 0,6 Mio.      |
| 41         | 12        | Dämonen der Vergangenheit | Demons                     | 21. Apr. 2016        | 31. Aug. 2016                         | P. J. Pesce    | Justine Juel Gillmer                       | 1,154 Mio.      | 0,53 Mio.     |
| 42         | 13        | Füg dich oder stirb!      | Join or Die                | 28. Apr. 2016        | 7. Sep. 2016                          | Dean White     | Julie Benson & Shawna Benson               | 1,269 Mio.      | 0,59 Mio.     |
| 43         | 14        | Morgenröte                | Red Sky at Morning         | 5. Mai 2016          | 7. Sep. 2016                          | P. J. Pesce    | Lauren Muir & Kira Snyder                  | 1,131 Mio.      | 0,52 Mio.     |
| 44         | 15        | Deus Ex Machina (1)       | Perverse Instantiation (1) | 12. Mai 2016         | 14. Sep. 2016                         | Ed Fraiman     | Aaron Ginsburg & Wade McIntyre             | 1,170 Mio.      | 0,45 Mio.     |
| 45         | 16        | Deus Ex Machina (2)       | Perverse Instantiation (2) | 19. Mai 2016         | 14. Sep. 2016                         | Dean White     | Jason Rothenberg                           | 1,290 Mio.      | 0,45 Mio.     |

## Staffel 4
Die Erstausstrahlung der vierten Staffel war vom 1. Februar bis zum 24. Mai 2017 auf dem US-amerikanischen Sender The CW zu sehen. Die deutschsprachige Erstausstrahlung war auf dem zur ProSiebenSat1-Gruppe gehörendem Sender sixx zwischen dem 30. November und 21. Dezember 2017 zu sehen.
| Nr. (ges.) | Nr. (St.) | Deutscher Titel                      | Originaltitel        | Erstausstrahlung USA | Deutschsprachige Erstausstrahlung (D) | Regie             | Drehbuch                           | Zuschauer (USA) | Zuschauer (D) |
| ---------- | --------- | ------------------------------------ | -------------------- | -------------------- | ------------------------------------- | ----------------- | ---------------------------------- | --------------- | ------------- |
| 46         | 1         | Die Welt muss warten                 | Echoes               | 1. Feb. 2017         | 30. Nov. 2017                         | Dean White        | Jason Rothenberg                   | 1,212 Mio.      | 0,22 Mio.     |
| 47         | 2         | Hoffnung oder Wahrheit               | Heavy Lies the Crown | 8. Feb. 2017         | 30. Nov. 2017                         | Ed Fraiman        | Justine Juel Gillmer               | 1,013 Mio.      | 0,17 Mio.     |
| 48         | 3         | Die Reiter der Apokalypse            | The Four Horsemen    | 15. Feb. 2017        | 30. Nov. 2017                         | P. J. Pesce       | Heidi Cole McAdams                 | 1,045 Mio.      | 0,15 Mio.     |
| 49         | 4         | Lügen und Geflüster                  | A Lie Guarded        | 22. Feb. 2017        | 7. Dez. 2017                          | Ian Samoil        | Kim Shumway                        | 0,998 Mio.      | 0,18 Mio.     |
| 50         | 5         | Für meine Mutter                     | The Tinder Box       | 1. März 2017         | 7. Dez. 2017                          | John F. Showalter | Morgan Gendel                      | 1,023 Mio.      | 0,17 Mio.     |
| 51         | 6         | Aus der Asche werden wir auferstehen | We Will Rise         | 15. März 2017        | 7. Dez. 2017                          | Dean White        | Charmaine DeGrate                  | 0,982 Mio.      | –             |
| 52         | 7         | Schwarzer Regen                      | Gimme Shelter        | 22. März 2017        | 14. Dez. 2017                         | Tim Scanlan       | Terri Hughes Burton & Ron Milbauer | 0,895 Mio.      | 0,17 Mio.     |
| 53         | 8         | Das zwölfte Siegel                   | God Complex          | 29. März 2017        | 14. Dez. 2017                         | Omar Madha        | Lauren Muir                        | 0,974 Mio.      | 0,14 Mio.     |
| 54         | 9         | Werdet ihr kämpfen oder brennen?     | DNR                  | 26. Apr. 2017        | 14. Dez. 2017                         | Mairzee Almas     | Miranda Kwok                       | 0,812 Mio.      | –             |
| 55         | 10        | Das letzte Konklave                  | Die All, Die Merrily | 3. Mai 2017          | 21. Dez. 2017                         | Dean White        | Aaron Ginsburg & Wade McIntyre     | 0,854 Mio.      | –             |
| 56         | 11        | Die andere Seite                     | The Other Side       | 10. Mai 2017         | 21. Dez. 2017                         | Henry Ian Cusick  | Julie Benson & Shawna Benson       | 0,861 Mio.      | –             |
| 57         | 12        | Die Auserwählten                     | The Chosen           | 17. Mai 2017         | 21. Dez. 2017                         | Alex Kalymnios    | Aaron Ginsburg & Wade McIntyre     | 0,830 Mio.      | 0,14 Mio.     |
| 58         | 13        | Praimfaya                            | Praimfaya            | 24. Mai 2017         | 21. Dez. 2017                         | Dean White        | Jason Rothenberg                   | 0,914 Mio.      | 0,10 Mio.     |

## Staffel 5
Die Erstausstrahlung der fünften Staffel war vom 24. April bis zum 7. August 2018 auf dem US-amerikanischen Sender The CW zu sehen. Die deutschsprachige Erstausstrahlung war zwischen dem 3. Januar und 7. Februar 2019 auf dem deutschen Free-TV-Sender sixx zu sehen.
| Nr. (ges.) | Nr. (St.) | Deutscher Titel           | Originaltitel       | Erstausstrahlung USA | Deutschsprachige Erstausstrahlung (D) | Regie            | Drehbuch                       | Zuschauer (USA) | Zuschauer (D) |
| ---------- | --------- | ------------------------- | ------------------- | -------------------- | ------------------------------------- | ---------------- | ------------------------------ | --------------- | ------------- |
| 59         | 1         | Eden                      | Eden                | 24. Apr. 2018        | 3. Jan. 2019                          | Dean White       | Jason Rothenberg               | 1,431 Mio.      | 0,28 Mio.     |
| 60         | 2         | Die rote Königin          | Red Queen           | 1. Mai 2018          | 3. Jan. 2019                          | P. J. Pesce      | Terri Hughes Burton            | 1,023 Mio.      | 0,30 Mio.     |
| 61         | 3         | Schlafende Riesen         | Sleeping Giants     | 8. Mai 2018          | 10. Jan. 2019                         | Tim Scanlan      | Aaron Ginsburg & Wade McIntyre | 1,082 Mio.      | 0,26 Mio.     |
| 62         | 4         | Die Büchse der Pandora    | Pandora’s Box       | 15. Mai 2018         | 10. Jan. 2019                         | Dean White       | Charmaine DeGrate              | 1,074 Mio.      | 0,25 Mio.     |
| 63         | 5         | Tödlicher Sand            | Shifting Sands      | 22. Mai 2018         | 17. Jan. 2019                         | Omar Madha       | Nick Bragg                     | 0,938 Mio.      | 0,23 Mio.     |
| 64         | 6         | Rebellion                 | Exit Wounds         | 5. Juni 2018         | 17. Jan. 2019                         | Michael Blundell | Drew Lindo                     | 0,923 Mio.      | 0,26 Mio.     |
| 65         | 7         | Die Brut                  | Acceptable Losses   | 19. Juni 2018        | 24. Jan. 2019                         | Mairzee Almas    | Jeff Vlaming                   | 0,830 Mio.      | 0,25 Mio.     |
| 66         | 8         | Der lange Weg zum Frieden | How We Get to Peace | 26. Juni 2018        | 24. Jan. 2019                         | Antonio Negret   | Lauren Muir                    | 0,728 Mio.      | 0,22 Mio.     |
| 67         | 9         | Tod den Tyrannen          | Sic Semper Tyrannis | 10. Juli 2018        | 31. Jan. 2019                         | Ian Samoil       | Miranda Kwok                   | 0,893 Mio.      | 0,20 Mio.     |
| 68         | 10        | Der Wille der Kriegerin   | The Warriors Will   | 17. Juli 2018        | 31. Jan. 2019                         | Henry Ian Cusick | Julie Benson & Shawna Benson   | 0,855 Mio.      | 0,17 Mio.     |
| 69         | 11        | Das dunkle Jahr           | The Dark Year       | 24. Juli 2018        | 7. Feb. 2019                          | Alex Kalymnios   | Heidi Cole McAdams             | 0,852 Mio.      | 0,25 Mio.     |
| 70         | 12        | Damokles (Teil 1)         | Damocles (Part 1)   | 31. Juli 2018        | 7. Feb. 2019                          | Dean White       | Justine Juel Gillmer           | 0,882 Mio.      | 0,23 Mio.     |
| 71         | 13        | Damokles (Teil 2)         | Damocles (Part 2)   | 7. Aug. 2018         | 7. Feb. 2019                          | Dean White       | Jason Rothenberg               | 0,994 Mio.      | 0,22 Mio.     |

## Staffel 6
Die Erstausstrahlung der sechsten Staffel war vom 30. April bis zum 6. August 2019 auf dem US-amerikanischen Sender The CW zu sehen. Die deutschsprachige Erstausstrahlung war vom 16. Januar bis zum 20. Februar 2020 auf dem deutschen Free-TV-Sender sixx zu sehen.
| Nr. (ges.) | Nr. (St.) | Deutscher Titel                | Originaltitel               | Erstausstrahlung USA | Deutschsprachige Erstausstrahlung (D) | Regie            | Drehbuch          | Zuschauer (USA) | Zuschauer (D) |
| ---------- | --------- | ------------------------------ | --------------------------- | -------------------- | ------------------------------------- | ---------------- | ----------------- | --------------- | ------------- |
| 72         | 1         | Sanctum                        | Sanctum                     | 30. Apr. 2019        | 16. Jan. 2020                         | Ed Fraiman       | Jason Rothenberg  | 0,864 Mio.      | 0,23 Mio.     |
| 73         | 2         | Wenn die rote Sonne aufgeht    | Red Sun Rising              | 7. Mai 2019          | 16. Jan. 2020                         | Alex Kalymnios   | Jeff Vlaming      | 0,806 Mio.      | 0,13 Mio.     |
| 74         | 3         | Die Kinder Gabriels            | The Children of Gabriel     | 14. Mai 2019         | 23. Jan. 2020                         | Dean White       | Drew Lindo        | 0,818 Mio.      | 0,31 Mio.     |
| 75         | 4         | Das Gesicht hinter dem Glas    | The Face Behind the Glass   | 21. Mai 2019         | 23. Jan. 2020                         | Tim Scanlan      | Charmaine DeGrate | 0,731 Mio.      | 0,16 Mio.     |
| 76         | 5         | Das Evangelium nach Josephine  | The Gospel of Josephine     | 28. Mai 2019         | 30. Jan. 2020                         | Ian Samoil       | Georgia Lee       | 0,730 Mio.      | 0,14 Mio.     |
| 77         | 6         | Memento Mori                   | Memento Mori                | 11. Juni 2019        | 30. Jan. 2020                         | P.J. Pesce       | Alyssa Clark      | 0,641 Mio.      | 0,13 Mio.     |
| 78         | 7         | Zwei in einem Körper           | Nevermind                   | 18. Juni 2019        | 6. Feb. 2020                          | Michael Blundell | Kim Shumway       | 0,720 Mio.      | 0,11 Mio.     |
| 79         | 8         | Der alte Mann und die Anomalie | The Old Man and the Anomaly | 25. Juni 2019        | 6. Feb. 2020                          | April Mullen     | Miranda Kwok      | 0,633 Mio.      | 0,13 Mio.     |
| 80         | 9         | Was du mitnimmst               | What You Take With You      | 9. Juli 2019         | 13. Feb. 2020                         | Marshall Virtue  | Nikki Goldwaser   | 0,699 Mio.      | 0,13 Mio.     |
| 81         | 10        | Matrjoschka                    | Matryoshka                  | 16. Juli 2019        | 13. Feb. 2020                         | Amanda Tapping   | Drew Lindo        | 0,572 Mio.      | 0,11 Mio.     |
| 82         | 11        | Asche zu Asche                 | Ashes to Ashes              | 23. Juli 2019        | 20. Feb. 2020                         | Bob Morley       | Charmaine DeGrate | 0,544 Mio.      | 0,15 Mio.     |
| 83         | 12        | Der Anpassungsplan             | Adjustment Protocol         | 30. Juli 2019        | 20. Feb. 2020                         | Antonio Negret   | Kim Shumway       | 0,608 Mio.      | 0,13 Mio.     |
| 84         | 13        | Das Blut Sanctums              | The Blood of Sanctum        | 6. Aug. 2019         | 20. Feb. 2020                         | Ed Fraiman       | Jason Rothenberg  | 0,586 Mio.      | 0,12 Mio.     |

## Staffel 7
Am 24. April 2019 wurde die Serie um eine siebte Staffel verlängert, die gleichzeitig das Serienfinale markiert. Die siebte und letzte Staffel der Serie wurde vom 20. Mai bis zum 30. September 2020 erneut von The CW ausgestrahlt. Die deutschsprachige Erstausstrahlung war vom 7. Januar bis zum 4. Februar 2021 auf dem deutschen Free-TV-Sender sixx zu sehen. Die letzte Staffel enthält 16 Folgen – die Serie endet demnach mit genau 100 Episoden.
| Nr. (ges.) | Nr. (St.) | Deutscher Titel        | Originaltitel          | Erstausstrahlung USA | Deutschsprachige Erstausstrahlung (D) | Regie            | Drehbuch           | Zuschauer (USA) | Zuschauer (D) |
| ---------- | --------- | ---------------------- | ---------------------- | -------------------- | ------------------------------------- | ---------------- | ------------------ | --------------- | ------------- |
| 85         | 1         | Eine neue Welt         | From the Ashes         | 20. Mai 2020         | 7. Jan. 2021                          | Ed Fraiman       | Jason Rothenberg   | 0,796 Mio.      | 0,15 Mio.     |
| 86         | 2         | Der Garten             | The Garden             | 27. Mai 2020         | 7. Jan. 2021                          | Dean White       | Jeff Vlaming       | 0,757 Mio.      | 0,13 Mio.     |
| 87         | 3         | Falsche Götter         | False Gods             | 3. Juni 2020         | 7. Jan. 2021                          | Tim Scanlan      | Kim Shumway        | 0,708 Mio.      | 0,13 Mio.     |
| 88         | 4         | Hesperiden             | Hesperides             | 10. Juni 2020        | 7. Jan. 2021                          | Sean Crouch      | Diana Valentine    | 0,634 Mio.      | 0,11 Mio.     |
| 89         | 5         | Willkommen auf Bardo   | Welcome to Bardo       | 17. Juni 2020        | 14. Jan. 2021                         | Ian Samoil       | Drew Lindo         | 0,682 Mio.      | 0,11 Mio.     |
| 90         | 6         | Nakara                 | Nakara                 | 24. Juni 2020        | 14. Jan. 2021                         | PJ Pesce         | Erica Meredith     | 0,567 Mio.      | 0,08 Mio.     |
| 91         | 7         | Schachmatt             | The Queen’s Gambit     | 1. Juli 2020         | 14. Jan. 2021                         | Lindsey Morgan   | Miranda Kwok       | 0,642 Mio.      | 0,08 Mio.     |
| 92         | 8         | Anaconda               | Anaconda               | 8. Juli 2020         | 21. Jan. 2021                         | Ed Fraiman       | Jason Rothenberg   | 0,669 Mio.      | 0,12 Mio.     |
| 93         | 9         | Die Herde              | The Flock              | 15. Juli 2020        | 21. Jan. 2021                         | Amyn Kaderali    | Alyssa Clark       | 0,605 Mio.      | 0,09 Mio.     |
| 94         | 10        | Gem Neun               | A Little Sacrifice     | 5. Aug. 2020         | 21. Jan. 2021                         | Sherwin Shilati  | Nikki Goldwaser    | 0,471 Mio.      | 0,10 Mio.     |
| 95         | 11        | Etherea                | Etherea                | 12. Aug. 2020        | 28. Jan. 2021                         | Aprill Winney    | Jeff Vlaming       | 0,581 Mio.      | 0,11 Mio.     |
| 96         | 12        | Der Fremde             | The Stranger           | 19. Aug. 2020        | 28. Jan. 2021                         | Amanda Row       | Blythe Ann Johnson | 0,541 Mio.      | 0,10 Mio.     |
| 97         | 13        | Halluzinationen        | Blood Giant            | 9. Sep. 2020         | 28. Jan. 2021                         | Michael Cliett   | Ross Knight        | 0,586 Mio.      | 0,11 Mio.     |
| 98         | 14        | Eine Art Heimkehr      | A Sort of Homecoming   | 16. Sep. 2020        | 4. Feb. 2021                          | Jessica Harmon   | Sean Crouch        | 0,632 Mio.      | 0,11 Mio.     |
| 99         | 15        | Das Sterben des Lichts | The Dying of the Light | 23. Sep. 2020        | 4. Feb. 2021                          | Ian Samoil       | Kim Shumway        | 0,523 Mio.      | 0,09 Mio.     |
| 100        | 16        | Der letzte Krieg       | The Last War           | 30. Sep. 2020        | 4. Feb. 2021                          | Jason Rothenberg | Jason Rothenberg   | 0,614 Mio.      | 0,10 Mio.     |